# Mit szólnátok az Adolfhoz?
Mit szólnátok az Adolfhoz?  (Der Vorname) egy 2018-ban bemutatott német vígjáték, Sönke Wortmann rendezésében. A Hogyan nevezzelek? (Le prénom) című 2012-es francia film alapján készült.

## Cselekmény
Egy provokatív kérdés, amely egy vacsorán vádakhoz és sértegetésekhez vezet.

## Szereplők
- Christoph Maria Herbst – Stephan Berger
- Florian David Fitz – Thomas Böttcher
- Caroline Peters – Elisabeth Berger-Böttcher
- Justus von Dohnányi – René König
- Janina Uhse – Anna Böttcher
- Iris Berben – Dorothea Böttcher

## Fordítás
Ez a szócikk részben vagy egészben  a   How About Adolf? című angol Wikipédia-szócikk ezen változatának fordításán alapul.  Az eredeti cikk szerkesztőit annak laptörténete sorolja fel. Ez a jelzés csupán a megfogalmazás eredetét és a szerzői jogokat jelzi, nem szolgál a cikkben szereplő információk forrásmegjelöléseként.